# Bataille de Thapyayaye
Guerre civile de 2021-2023 en Birmanie
Batailles
- Conflit armé birman
- Coup d'État de 2021 en Birmanie
- Manifestations de 2021-2022 en Birmanie
  - Mort de Mya Thwe Thwe Khine (en)
  - Mort de Kyal Sin (en)

Théâtres :
- Chin (en)
- Zone sèche (en)
- État de Rakhine (en)

Violences et affrontements précoces :
- Tentative d'assassinat de Bai Yingneng (en)
- Hlaingthaya
- Alaw Bum
- Kalay
- Thapyayaye
- Taze (en)
- Pégou
- Naungmon (en)
- Thaw Le Hta
- Mindat (en)
- Muse (en)
- Mandalay (en)
- Myin Thar (en)
- Myawaddy (en)
- Tabayin (en)
- 1re Demoso
- 1re Loikaw (en)

Campagne de 2021-2022 :
- Kachinthay (en)
- Lay Kay Kaw (en)
- Hnan Khar (en)
- Mo So
- Chindwin (en)
- 2e Demoso (en)
- 2e Loikaw (en)
- Thantlang
- Mon Taing Pin (en)
- Pekon (en)
- Let Yet Kone
- Khin-U (en)
- Assassinat de Ohn Thwin
- Kawkareik
- Meurtre de Saw Tun Moe (en)
- Hpakant
- Ti Bwar

Campagne de 2023-2024 :
- Tar Taing
- Pazigyi
- Pinlaung (en)
- Mese (en)
- Shwe Kokko
- Kanaung
- Laiza
- Taungthaman (en)
- 1027
  - Chinshwehaw (en)
  - Namhsan (en)
  - Laukkai
  - Kaladan
  - Lashio
- 3e Loikaw (en)
  - 1107
- Kyindwe (en)
- Kachin (en)
  - Bhamo (en)
- Myawaddy
- Rakhine
  - Buthidaung (en)
  - Byian Phyu
  - Ann
- Confrérie Chin (en)
- Assassinat d'Ashin Munindabhivamsa (en)
- Budalin
- Myingyan (en)
- Bhamo (en)
- Ngape (en)

La bataille de Thapyayaye est survenue le 27 mars 2021 lors de la guerre civile birmane dans le district de Hpapun (en) lorsque l'Union nationale karen a attaqué la base militaire de Thapyayaye et anéanti les défenseurs du Conseil administratif d'État.

## Bataille
L'Union nationale karen a attaqué la base militaire de Thapyayaye le 27 mars lors de la journée des forces armées birmanes, tuant au moins 10 soldats de la junte et capturant 8 autres.